# Isola di Pianosa (Tremiti)
L'isola di Pianosa è un'isola italiana appartenente all'arcipelago delle Isole Tremiti (o Diomedee) nel mar Adriatico. È per superficie la quarta isola dell'arcipelago tremitese, ovvero la più piccola escludendo gli isolotti del Cretaccio e de La Vecchia.
Completamente disabitata, rientra amministrativamente nel comune delle Isole Tremiti, sotto la giurisdizione della provincia di Foggia.

## Geografia e morfologia
L'isola è situata a circa 20 miglia nautiche a nord della costa continentale (Rodi Garganico, sul promontorio del Gargano) e 21 miglia nautiche a sud-ovest delle isole di Pelagosa (Croazia), già italiane dal 1920 al 1947.
Pur essendo amministrativamente inclusa nel comune di Isole Tremiti, sotto il profilo geografico l'appartenenza all'omonimo arcipelago viene talvolta esclusa, e si trova indicata separatamente anche in testi normativi.
Situata alla latitudine di 42°13' N risulta essere il punto geografico più settentrionale della regione Puglia.
L'isola si sviluppa su una superficie di circa 13 ha, per una lunghezza di 700 metri, una larghezza di 250 metri, con uno sviluppo costiero di 1 300 metri e un'altezza massima di 15 metri s.l.m.. La limitata altezza fa sì che durante le mareggiate l'isola venga sommersa dal mare nella quasi interezza.
Appare come un pianoro (da cui il nome dell'isola) di pietraia (dovuta all'essiccazione e desquamazione di blocchi di roccia calcarea) inclinato leggermente verso sud, dove le rocce si immergono dolcemente in mare, dando vita a un basso fondale che rende possibile l'approdo di piccole imbarcazioni. Questo versante è altresì disseminato di secche che rendono rischiosa la navigazione.
Il versante costiero settentrionale dell'isola invece è caratterizzato da roccia a falesia.

## Flora e fauna
Quasi inesistente la presenza di flora sull'isola, totalmente priva di grosse piante e di macchia mediterranea, questa è limitata ad alcune piantine grasse e bulbi di cipolle selvatiche.
La fauna è scarsa: gli unici mammiferi sono conigli selvatici e topi, mentre i rettili sono rappresentati dalla lucertola campestre (Podarcis sicula) e dal biacco (Hierophis viridiflavus). I cieli sono popolati dalla berta maggiore e dal rondone pallido.
In totale contrasto, nei fondali alberga una nutrita varietà di specie che hanno trovato il loro habitat naturale ai piedi di scogliere che precipitano nel mare fino a 30 metri di profondità fra una flora di gorgonie, spugne di diverse varietà e distese di alghe. Qui si riscontra la presenza di pagelli, polpi, murene, saraghi, corvine, ricciole, dentici, orate, cernie e qualche aragosta di grossa taglia.

## Il Parco naturale
Con l'istituzione, nel 1989, della Riserva marina delle Isole Tremiti, al fine di proteggerne la vegetazione e le specie faunistiche, l'arcipelago tremitese è stato suddiviso in tre zone.
Pianosa rientra integralmente nella Zona A, ovvero la Riserva Marina Integrale. Questo comporta, entro i 500 metri dall'isola, il divieto di approdo e di navigazione, il divieto assoluto di pesca e il divieto di effettuare immersioni, a meno che non accompagnati da guide subacquee autorizzate. Si può visitare l'isola solo previa autorizzazione dell'ente gestore.
L'intera area marina soggetta a queste limitazioni è compresa tra quattro grandi boe luminose collegate tra loro da catene che delimitano il perimetro della Riserva Marina Integrale.
Nel 1996 la Riserva marina delle Isole Tremiti è stata compresa nella Zona 1 del Parco Nazionale del Gargano, ente che attualmente gestisce la stessa.